# كأس الاتحاد الإنجليزي 1945–46
كأس الاتحاد الإنجليزي 1945–46 (بالإنجليزية: 1945–46 FA Cup)‏ هو الموسم 65 من  كأس الاتحاد الإنجليزي. أقيم خلال الفترة 1 سبتمبر 1945 وحتى 27 أبريل 1946، والذي يشرف على تنظيمه الاتحاد الإنجليزي لكرة القدم، وفاز فيه نادي ديربي كاونتي لكرة القدم.